# Civitas Auderiensium

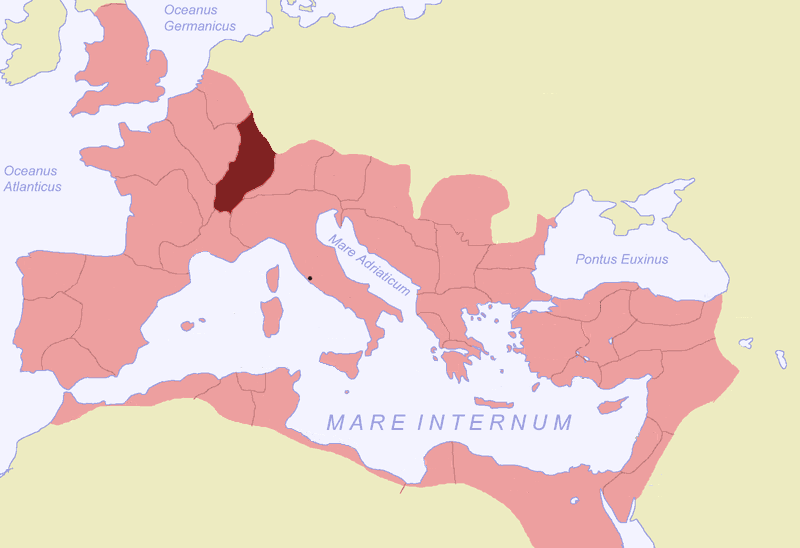
Lage der Provinz Obergermanien im Römischen Reich

Die Civitas Auderiensium war eine römische Civitas im rechtsrheinischen Teil der Provinz Germania superior (Obergermanien).

## Geografie

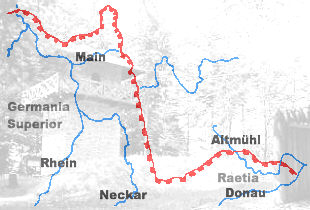
Die Civitas Auderiensium lag westlich des Limes (rote Linie) und südlich des Mains

Die Civitas umfasste in etwa den Bereich des heutigen Südhessens (heutige Kreise Landkreis Offenbach, Darmstadt-Dieburg, Odenwaldkreis, kreisfreie Stadt Offenbach) und geringe westmainische Teile Unterfrankens, wobei die Gebiete direkt am Main wahrscheinlich zur nördlich angrenzenden Civitas Taunensium mit der Hauptstadt Nida (heute: Frankfurt-Heddernheim) gehörten. Südwestlich an der Bergstraße gelegene Gebiete gehörten wohl zur Civitas Ulpia Sueborum Nicrensium (Hauptort Lopodunum/Ladenburg).
Hauptort der Civitas Auderiensium war der Vicus Med… (Name nur unvollständig überliefert), das heutige Dieburg. Um ihn lag auch der Siedlungsschwerpunkt dieser Verwaltungseinheit, da das Dieburger Land äußerst fruchtbaren Boden bot, während andere Landesteile wie der Odenwald oder das Hessische Ried aus Klima- oder Bodengründen wesentlich dünner besiedelt waren. Weitere größere Siedlungen wurden in Groß-Gerau–Auf Esch (siehe Kastell Groß-Gerau) und in Gernsheim (Kastell Gernsheim) lokalisiert.
Nach Osten bildete der Main die Grenze der Civitas, der hier als „Nasser Limes“ gleichzeitig römische Staatsgrenze (Limes) war. Vor einigen Limeskastellen sind ebenfalls Dörfer nachgewiesen, so etwa in Seligenstadt (Castrum Selgum) oder in Obernburg am Main (Kastell Obernburg).

## Geschichte

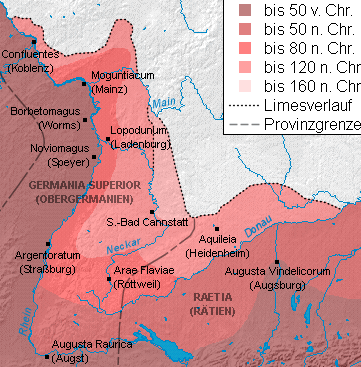
Römische Expansion in Südwestdeutschland

Die Civitas Auderiensium wurde spätestens 125 n. Chr. gegründet, nachdem kurz vor der Jahrhundertwende der Neckar-Odenwald-Limes angelegt und die so genannten agri decumates dem Römischen Reich eingegliedert worden waren. Erste römische Anlagen waren das Kastell von Groß-Gerau, das zum weitläufigen Brückenkopf der Provinzhauptstadt Mainz gehörte und das die noch vor dem Limesbau errichtete Straße von Mainz nach Ladenburg sicherte; außerdem der Hafen von Gernsheim am Rhein, an dem Mainzer Legionstruppen per Schiff angelandet werden konnten.
Nach der militärischen Sicherung des Gebietes durch den Limes mit seinen Kastellen gab man die nun rückwärtigen Kastelle von Groß-Gerau und Gernsheim – letzteres wurde 2014 lokalisiert – auf und verlegte die Soldaten an die Grenze. Der Weg war frei für eine zivile Besiedlung. Das Lagerdorf von Groß-Gerau blieb als vicus bestehen. Straßen wurden angelegt, um Mainz mit dem Limes und den Siedlungen zu verbinden.
Dann wurde der neue Civitas-Hauptort Med… (Dieburg) als Verkehrs- und Verwaltungsmittelpunkt sowie Marktort planmäßig angelegt. Das umliegende Dieburger Land wurde vermessen, und in regelmäßigen Abständen wurden landwirtschaftliche Gutshöfe angelegt. Eine solche Villa rustica ist in Höchst i. Odw. – Hummetroth freigelegt worden, weitere Dutzende sind bekannt.

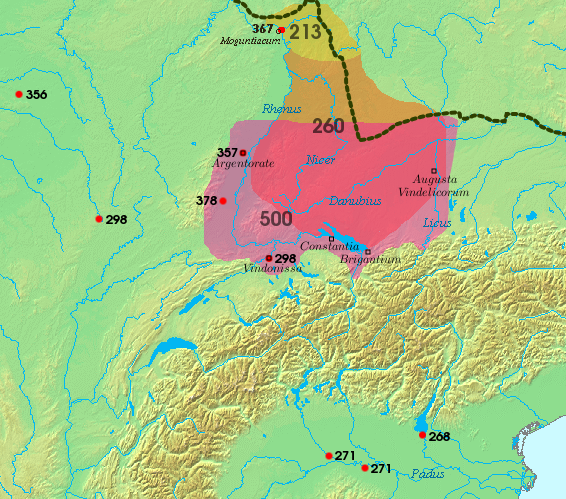
Übersicht der Verbreitung der Alamannen

Nachdem zunächst der Odenwald-Limes als Landbefestigung auf einem Höhenzug angelegt worden war, schob man im Verlauf des zweiten Jahrhunderts n. Chr. die Grenze bis an den Fluss vor, so dass das Gebiet zwischen Obernburg am Main und Miltenberg ebenfalls dem Imperium einverleibt wurde.
Die Alamanneneinfälle in der zweiten Hälfte des dritten Jahrhunderts beendeten die römische Präsenz und die Existenz der Civitas Auderiensium (Limesfall). Selbst die aufwendig errichtete Stadtmauer von Dieburg konnte nicht verhindern, dass sich Rom hinter die Rheingrenze zurückzog. Allerdings bestätigen spätrömische Münzfunde, dass die Bewohner weiterhin Handel mit dem Imperium trieben; zahlreiche Siedlungen blieben, wenn auch in bescheidenem Rahmen, durchgehend besiedelt.
Eventuell besteht ein Zusammenhang zwischen dem überlieferten Namen der Civitas Auderiensium und der heutigen Bezeichnung Odenwald für das Gebirge südlich von Dieburg.

## Römerstraßen
Von Bürgel führte eine Römerstraße südöstlich über den Bieberer Berg nach Bieber und von dort entlang des alten Dohnweges (zweigt bei Bieber-Waldhof in Richtung Ortsmitte Obertshausen durch den Bieberer Wald ab) über Jügesheim und Seligenstadt zum Kastell in Stockstadt am Main. Die Frankfurter Mainfurt war ihrerseits entlang des Wendelsweges in Sachsenhausen direkt mit Dieburg, dem Hauptort der Civitas Auderiensium, verbunden. Diese Straße verband beide Hauptorte miteinander und wurde von römischen Soldaten besser ausgebaut als andere, weshalb sie noch im Mittelalter benutzt wurde. Am Ebertsberg in Dietzenbach finden sich im Wald Gräben dieser Straße, daher heißt eine benachbarte Schneise heute noch „Steinerne-Straß-Schneise“. Die Flurnamen Steinerne Straße in Dietzenbach und Urberach zeugen ebenfalls von der alten Römerstraße. Von Urberach bis Dieburg heißt die alte Römerstraße heute „Hohe Straße“ und auf der Bulau wurde ein Teil der Straße rekonstruiert.
Die Römer benutzten aber auch ältere, bereits existierende Fernverbindungen. So wurde ein prähistorischer Fernweg, welcher Mitteldeutschland und den Mittelrhein miteinander verband, auch in römischer Zeit weiter verwendet. Innerhalb der Civitas Auderiensium verlief dieser Weg von Langen kommend entlang dem sog. Indianerpfad im Offenbacher Stadtwald südlich von Tempelsee, führte weiter entlang der Langener Straße in Bieber am alten Bieberer Ortskern vorbei, über den Lämmerspieler Weg (in Bieber: Würzburger Straße) durch den Lämmerspieler Wald nach Lämmerspiel.
Ende des 1. Jahrhunderts nach Christus wurde bei Hanau-Steinheim eine Holzbrücke an Stelle einer alten Mainfurt errichtet. Der Zugang dieser Brücke war im heutigen Campinggelände. Dass diese Furt bereits vorher von den Bewohnern der Gegend genutzt wurde, zeigt der Fund einer keltischen Münze (Regenbogenschüsselchen) des Stammes der Vindeliker aus der Zeit um etwa 100 vor Christus. Im Gebiet des südlichen Brückenkopfes entstand eine römische Siedlung, welche in den Jahren 230–260 nach Christus (Alemanneneinfall) unterging. Die Ruinen dieser Siedlung standen noch bis ins Mittelalter aufrecht und dienten als Baumaterial.

## Kastelle
Der Limes verlief mit seinen Abschnitten Wetterau-Limes und Mainlimes am östlichen Rand der Civitas. Der Grenzwall wurde hier mit mehreren Kastellen gesichert.
Die angegebene ORL bezieht sich auf die von der Reichs-Limeskommission festgelegte, durchgehende Streckennummerierung der Römerkastelle.

### Obergermanischer Limes
| Limes-Kastell           | ORL | Nächstgelegener Ort     |
| ----------------------- | --- | ----------------------- |
| Kastell Großkrotzenburg | 23  | Großkrotzenburg am Main |
| Kastell Seligenstadt    | 32  | Seligenstadt            |
| Kastell Stockstadt      | 33  | Stockstadt am Main      |
| Kastell Niedernberg     | 34  | Niedernberg             |
| Kastell Obernburg       | 35  | Obernburg am Main       |
| Kastell Wörth           | 36  | Wörth am Main           |
| Kastell Trennfurt       | 37  | Trennfurt               |

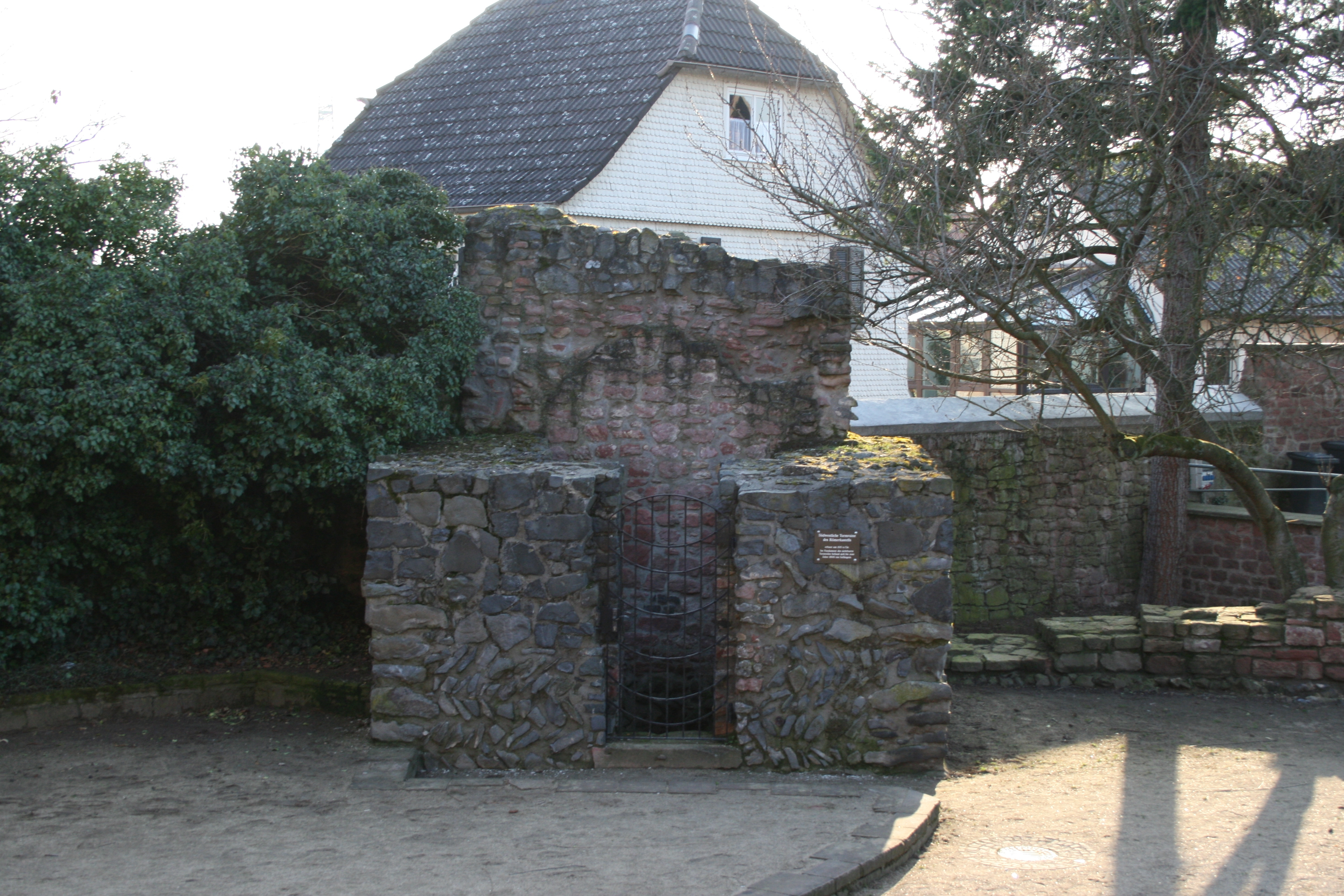
Eckturm des Kastells Großkrotzenburg

Mit dem Kastell in Hainstadt war noch ein rückwärtiges Kastell vorhanden.

### Ältere Odenwaldlinie
| Limes-Kastell          | ORL | von                                  | bis | Typ            | Nächstgelegener Ort                              |
| ---------------------- | --- | ------------------------------------ | --- | -------------- | ------------------------------------------------ |
| Kastell Seckmauern     | 46b | frühtrajanisch oder spätdomitianisch | 138 | Numeruskastell | Gemeinde Lützelbach, Ortsteil Seckmauern         |
| Kastell Lützelbach     | 46  | frühtrajanisch oder spätdomitianisch | 159 | Numeruskastell | Gemeinde Lützelbach, Ortsteil Lützel-Wiebelsbach |
| Kleinkastell Windlücke |     | frühtrajanisch oder spätdomitianisch | 159 | Kleinkastell   | Gemeinde Lützelbach, Ortsteil Haingrund          |
| Kastell Hainhaus       | 47  | frühtrajanisch oder spätdomitianisch | 159 | Numeruskastell | Stadt Michelstadt, Stadtteil Vielbrunn           |
| Kastell Eulbach        | 48  | frühtrajanisch oder spätdomitianisch | 159 | Numeruskastell | Stadt Michelstadt, Jagdschloss Eulbach           |
| Kastell Würzberg       | 49  | frühtrajanisch oder spätdomitianisch | 159 | Numeruskastell | Stadt Michelstadt, Stadtteil Würzberg            |

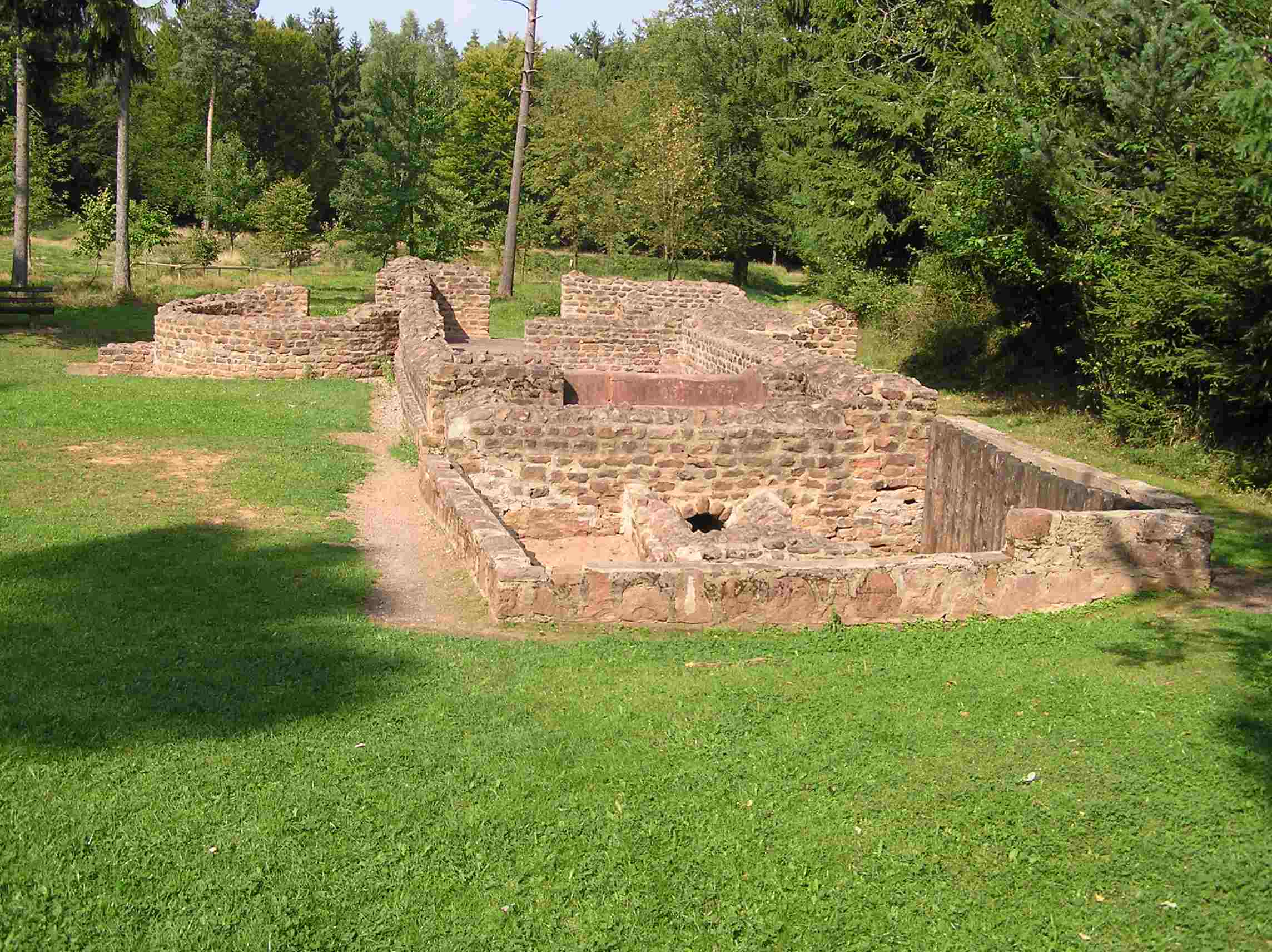
Kastell Würzberg: Kastellbad, mit dem Praefurnium im Vordergrund, links ausbuchtend das Sudatorium

An der jüngeren Odenwaldlinie befanden sich die Kastelle Miltenberg-Altstadt (38) und Miltenberg-Ost (38a).

## Bevölkerung
Ob es einen Stamm der Auderienser gegeben hat, nach dem diese Civitas benannt wurde, ist unbekannt. Vor der Annexion werden die Römer im fraglichen Gebiet wohl keine dichte Stammesansiedlung geduldet haben. Römische Quellen berichten vielmehr von gallischen Abenteurern, die sich noch vor der Ausdehnung der Grenzen östlich des Rheines angesiedelt hatten. Vielleicht wurden mit Einrichtung der Civitas auch planmäßig Volksstämme hier angesiedelt.

Die Kelten in Europa (1)
ocker: Hallstattkultur (ca. 750–500/450 v. Chr.)
grün: Ausbreitung La-Tène-Kultur
orange: Ausbreitung der keltischen Sprachen (3. Jh. v. Chr.)

Kelten siedelten noch bis in das erste Jahrhundert v. Chr. in diesem Gebiet, welches ein Teil des Herkynischen Waldes war. Zahlreiche Gewässernamen und Ortsbezeichnungen aus der keltischen Sprache haben sich auch bis heute erhalten. Archäologische Funde aus dieser Zeit sind im Gebiet der späteren Civitas ebenso zu finden. Die beiden hier siedelnden keltischen Stämme waren die Boier und die Helvetier. Die Boier verließen das Gebiet in zwei Zügen bereits um das Jahr 500 vor Christus nach Süden und Osten, aus dem Zusammenschluss mit anderen Gruppen gingen neue Stämme hervor. Von ihrem Stamm wird wohl nur ein kleiner Teil zurückgeblieben sein und sich mit neuen Völkern vermischt haben.
In der Mitte des 1. Jahrhunderts vor Christus wanderten die den Elbgermanen zugehörigen Sueben ein. Sie beseitigten die politische Ordnung der hier lebenden Kelten. Die alten Siedlungen wurden zum Teil weiterbewohnt und auch die ansässige Bevölkerung überlebte zum Teil, was dazu beitrug, dass die hiesige Bevölkerung sehr bunt zusammengesetzt war. Diese Landnahme war aufgrund des Einflusses der Römer in dem Gebiet zu dieser Zeit wahrscheinlich nur mit deren Zustimmung möglich. Nördlich des Mains siedelten die Mattiaker, wahrscheinlich ein Teilstamm der Chatten. Auch aus der Provinz Gallien zogen laut Tacitus’ Bericht „arme und abenteuerlustige Leute“, die ihr Glück in den schwach besiedelten Gegenden suchten, hierher.
Im ersten Jahrhundert beschränkten sich die römischen Aktivitäten hauptsächlich auf das nordmainische Gebiet, die Wetterau. Es gibt Anzeichen dafür, dass die Wetterau als römisches Vormarschgebiet unbesiedelt bleiben sollte. Das Gebiet südlich des Mains wurde erst ab der 2. Hälfte des 1. Jahrhunderts stärker von den Römern vereinnahmt. Das Kastell Groß-Gerau stammt auch aus dieser Zeit. Ob Kämpfe stattgefunden haben, oder das Land kampflos gewonnen wurde, ist nicht sicher. Kämpfe fanden vor allem gegen die Chatten im Norden statt. Die als uneinheitlich beschriebene Bevölkerung des Untermaingebietes sollte in dieser Zeit der römischen Verwaltung unterworfen und die Außengrenzen hier gesichert werden. Die Errichtung der Provinz Obergermanien zwischen 85 und 90 sowie mehrerer Kastelle und der Baubeginn des Obergermanischen Limes waren Schritte in diese Richtung. Das Land wurde neu verteilt und die alten Siedlungen wurden zum größten Teil aufgegeben. Die Bevölkerung konzentrierte sich fortan in der Nähe der Kastelle oder an Straßenkreuzungen.
Der östlich gelegene undurchdringliche Wald des Spessarts und des östlichen Teils des Odenwaldes war zu dieser Zeit wohl unbewohnt, zumindest erwarteten die Römer von hier aus keine Gefährdung.

## Fundstätten
(s) = sichtbar, (n) = nicht sichtbar, (m) = Museum, Ausstellung vor Ort
Dieburg in römischer Zeit
- Forumsreste (n)
- Mithräum (n,m Dieburg)
- Stadtmauerreste (n)
- Jupitergigantensäule (m Dieburg)
- Museum Schloss Fechenbach

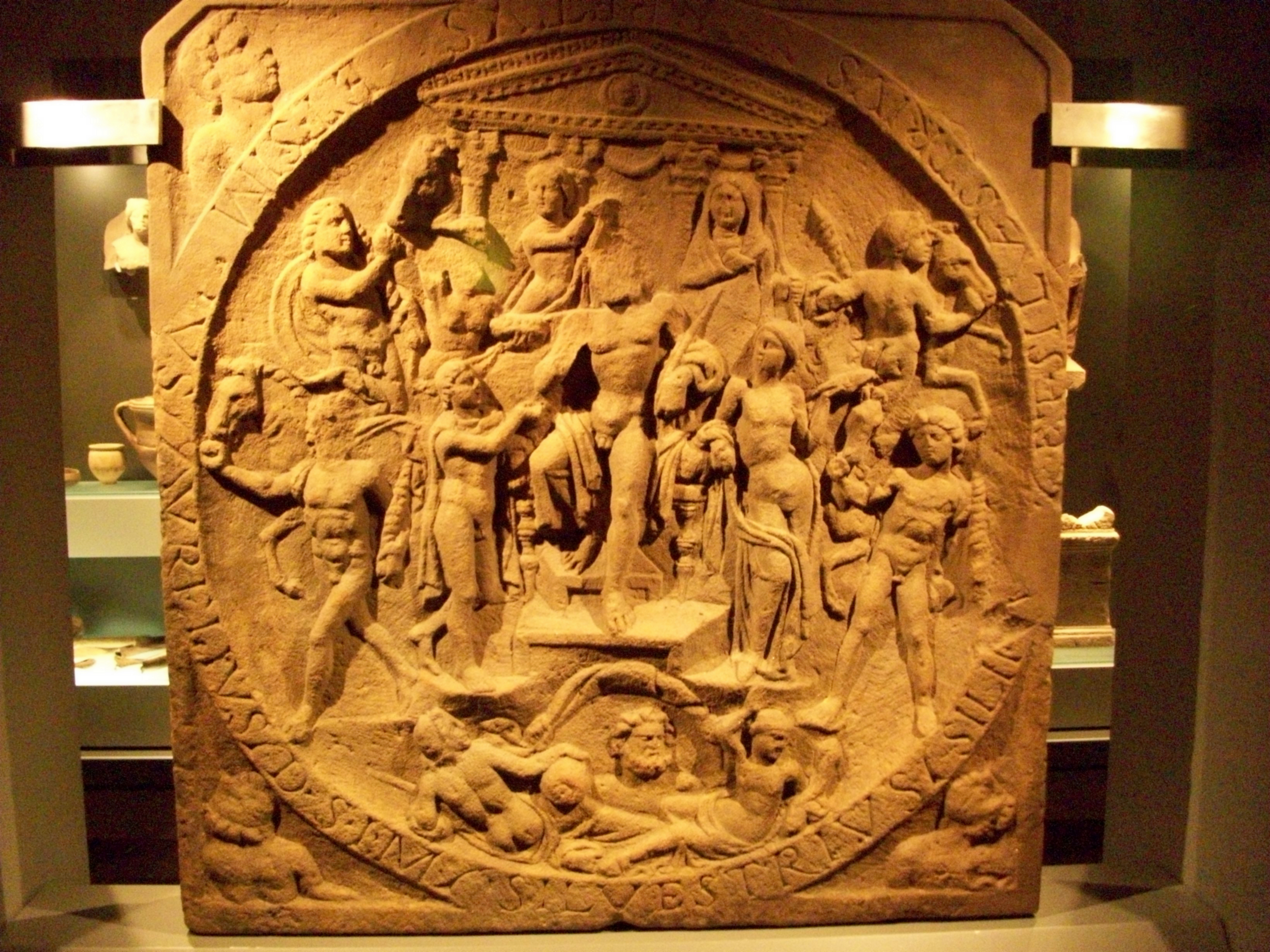
Das Dieburger Mithrasrelief im Museum Fechenbach
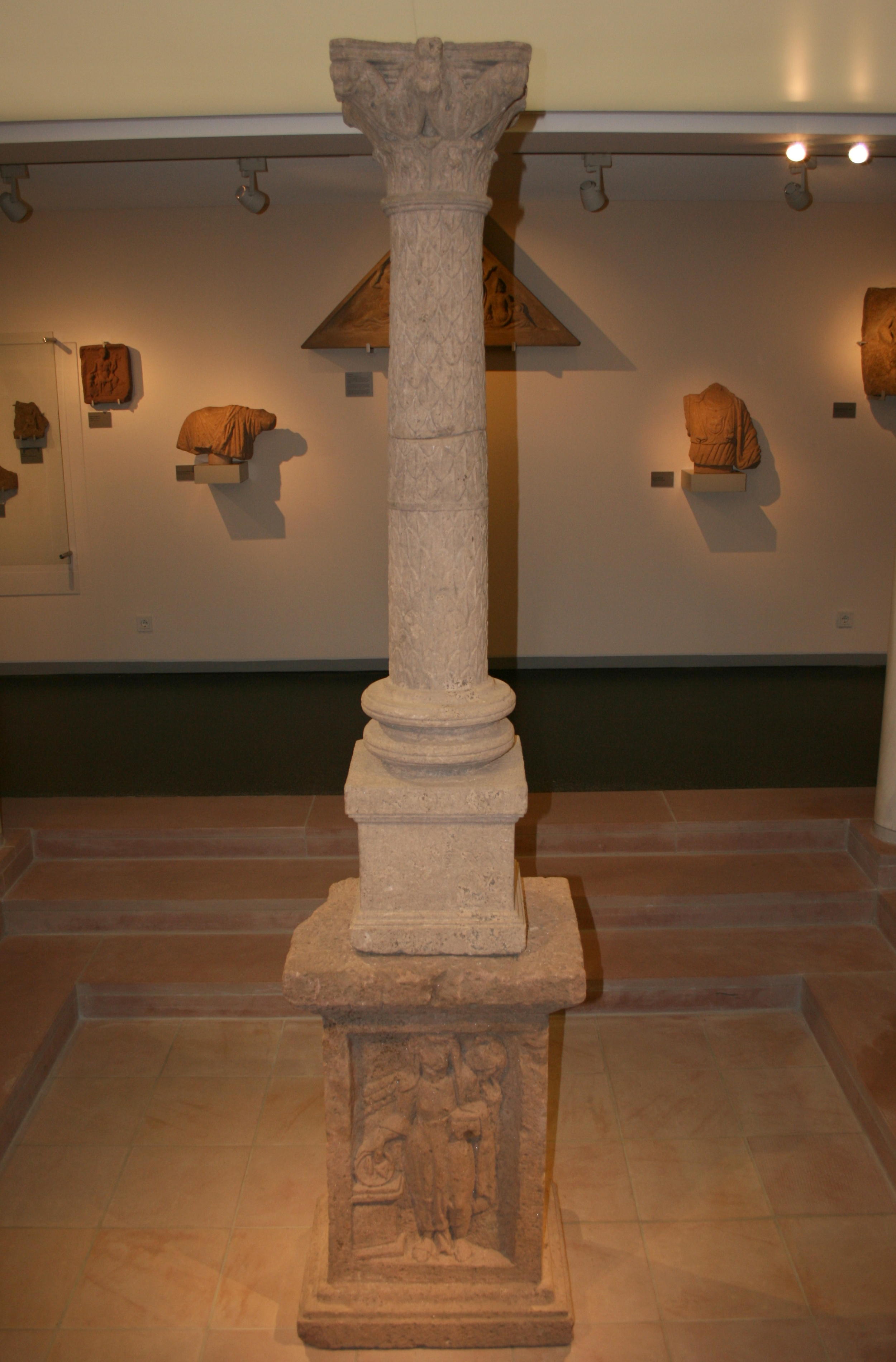
Teile einer Jupitergigantensäule in der römischen Abteilung.

Groß-Umstadt
- Villa Rustica unter der Stadtkirche (n,m Dieburg, m Stadtkirche Umstadt, m Museum und Kulturzentrum Groß-Umstadt)
- Villa Rustica zwischen Dieburg und Umstadt (n)
- Villa Rustica zwischen Umstadt und Höchst („Wamboltsches Schlösschen“) (s)

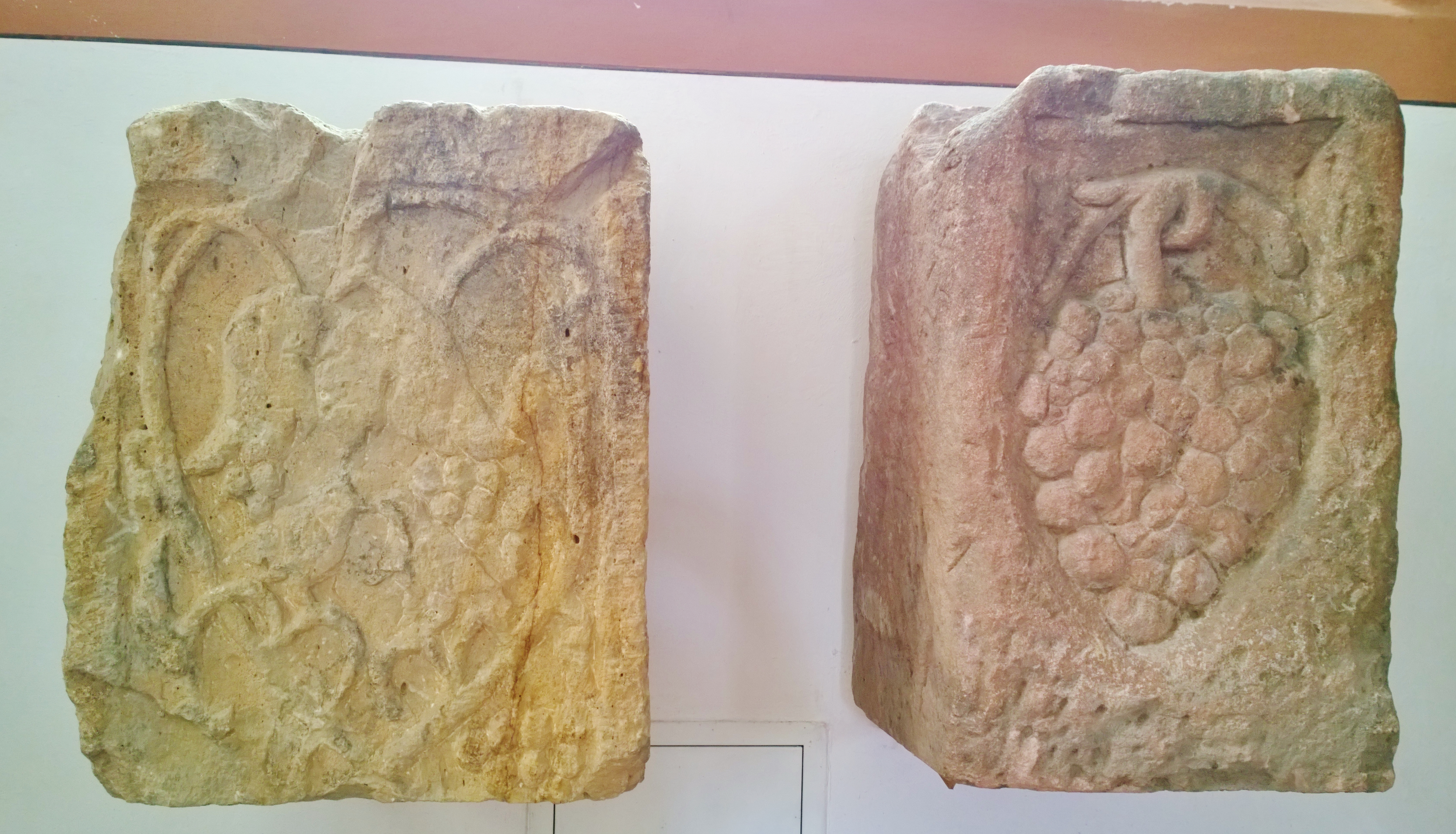
Die Römischen Traubensteine in der Stadtkirche
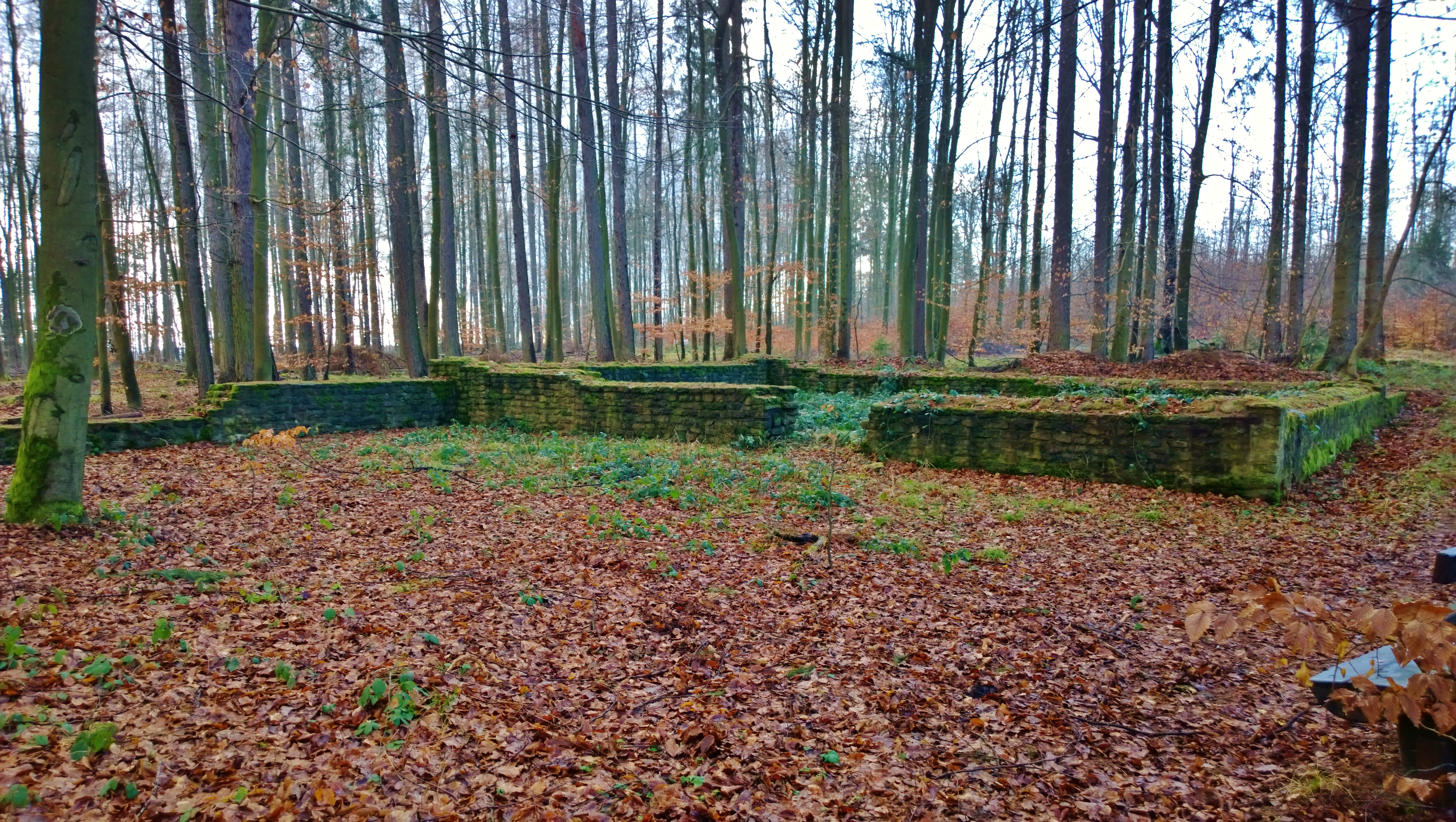
Konservierte Grundmauern des Wamboltschen Schlösschens

Radheim
- Villa Rustica unter der Dorfkirche, bzw. im Bereich der Dorfkirche (n)
- 4 gefundene Viergöttersteine, deuten auf 3 weitere villa rusticae hin. Standorte sind zurzeit noch nicht erforscht (n)

Hummetroth
- Villa Rustica (Haselburg), (s)

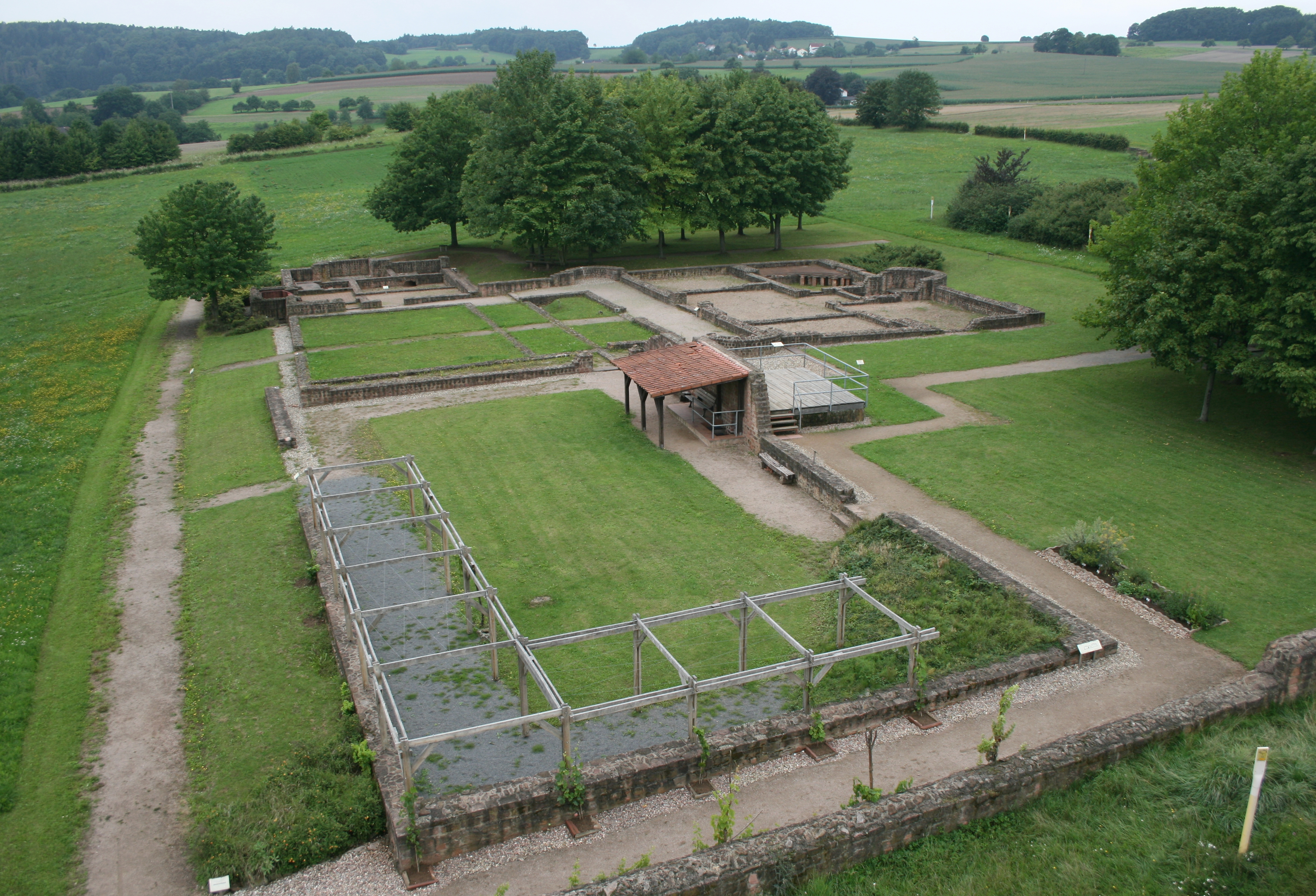
Ergrabene Bereiche der Villa Rustica
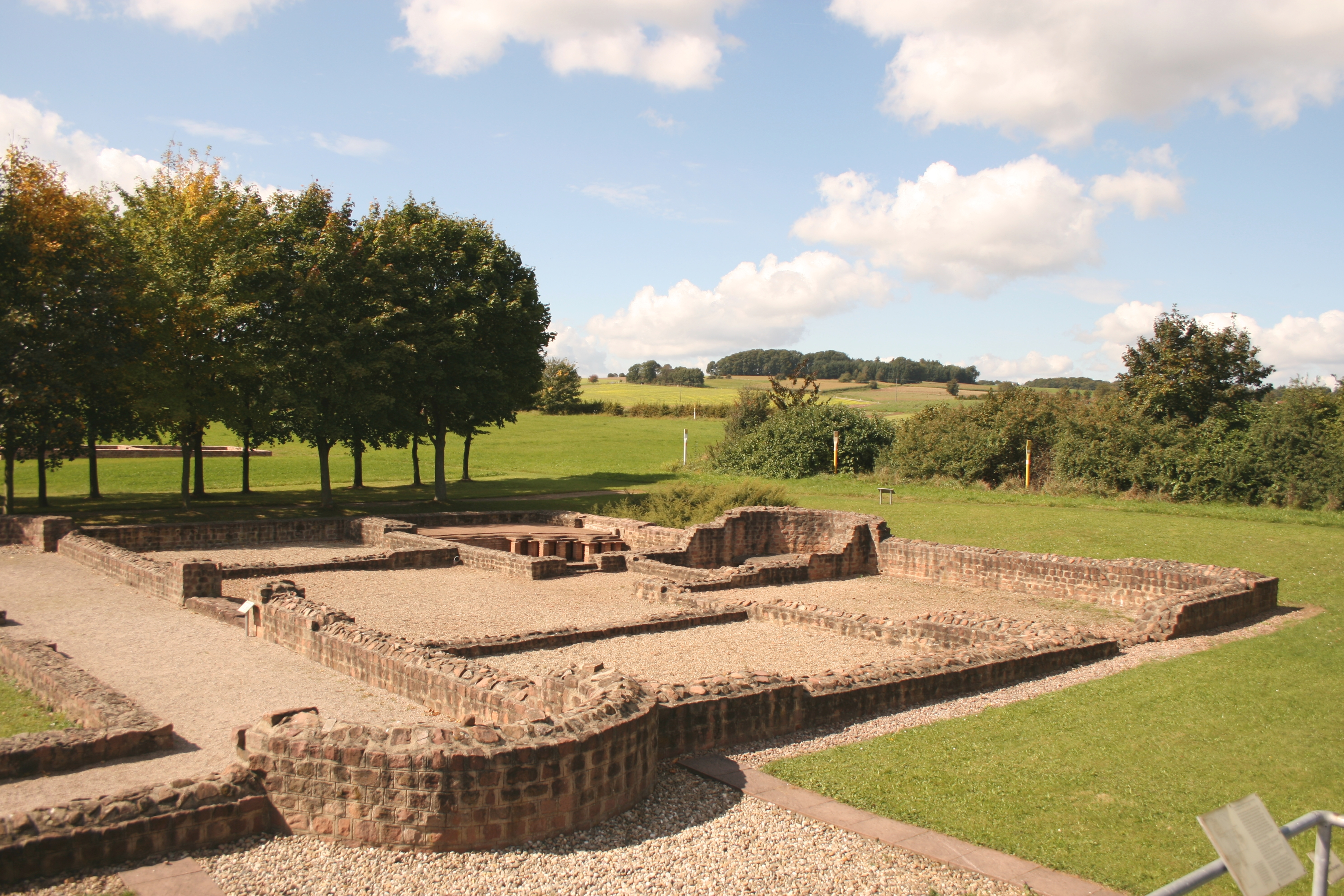
Wohntrakt

Ober-Ramstadt
- Villa Rustica (n). Der ehemalige Standort der Villa rustica befindet sich heute im Betriebsgelände der Deutschen Amphibolin-Werke.

Groß-Gerau
- Kastell Groß-Gerau (n)
- Vicus (n,m Groß-Gerau)

Gernsheim
- Kastell Gernsheim (n)
- Vicus (n)

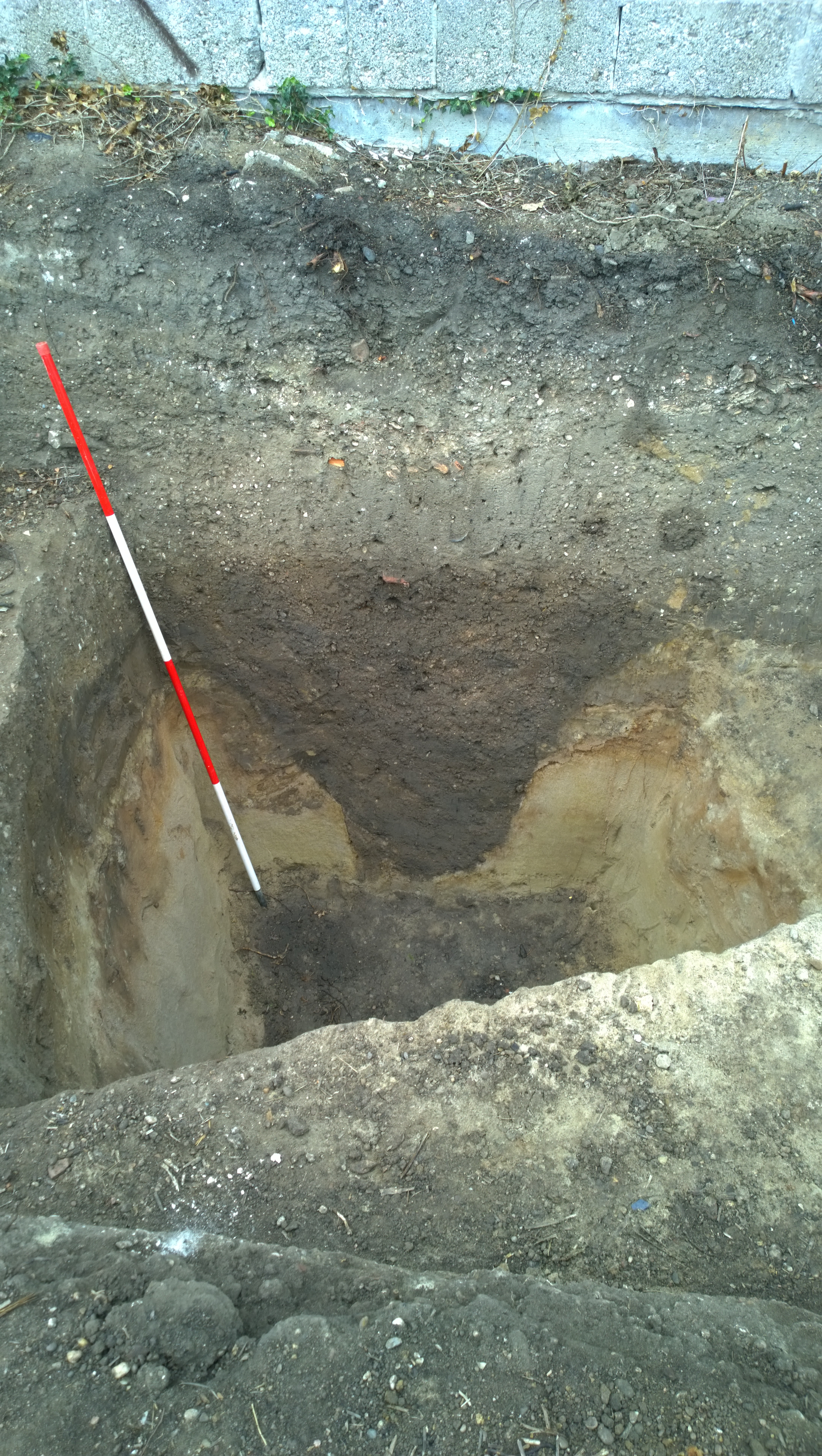
Spitzgraben der Kastellumwehrung
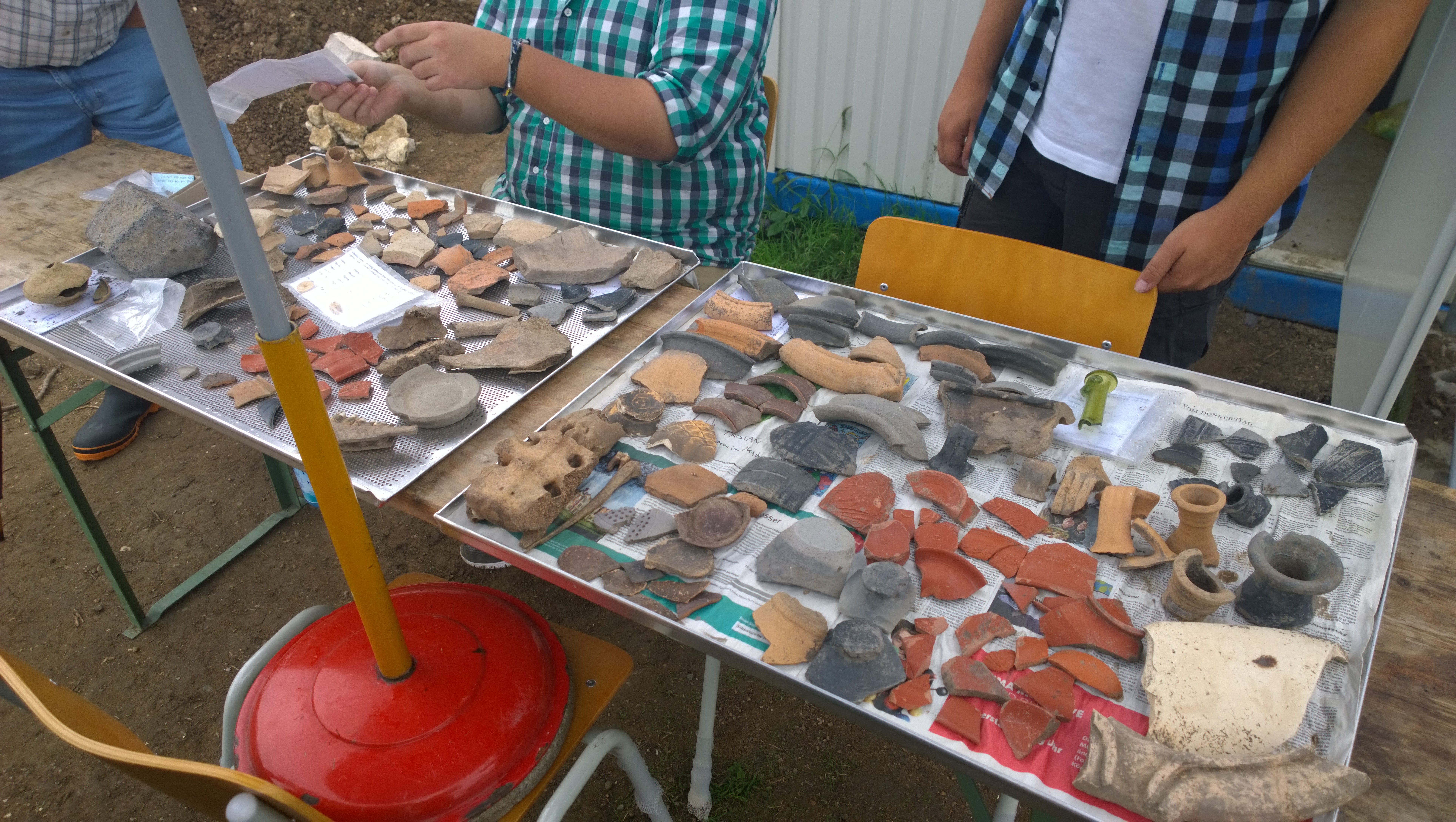
Fundpresentation der 2015er Ausgrabung

Weiterstadt
- Grabstein (s Ev. Kirche)

Odenwaldkastelle
- Obernburg (m Obernburg)
- Kastell Hainhaus (s)
- Kastell Eulbach (s)
- Kastell Würzberg (s)